# Joichiro Sanada
Jōichirō Sanada (真田 穣一郎, Sanada Jōichirō}, 21 novembre 1897 – 3 août 1957) était un général de l'Armée impériale japonaise au cours de la Seconde Guerre mondiale. Pendant une grande partie de la guerre, Sanada fut un officier des plus importants et influents sur les personnels du Quartier général impérial à Tokyo.

## Biographie
Originaire de Bibai sur l'île de Hokkaido, Sanada est diplômé de Ecole supérieure Minami de Sapporo Hokkaido (en) et l'école des cadets de l'armée de Sendai avant d'être accepté dans la 31e promotion de l'Académie de l'armée impériale japonaise. Il servit dans l'infanterie, puis fut diplômé de la 39e promotion de l'École militaire impériale du Japon en 1927. Il servit au début de sa carrière au quartier général de défense de Tokyo, et occupa plusieurs postes au sein de l'état-major général de l'Armée impériale japonaise. Il fut affecté comme attaché militaire en l'Europe de 1936 à 1937. Après son retour au Japon, de 1938-1939, il fut nommé secrétaire du Ministère de la Guerre. De 1939 à 1940, il a occupa brièvement un commandement de troupes (le 86e régiment d'infanterie) avant sa nomination comme officier de liaison de l'armée auprès de la Flotte japonaise de Chine de 1940 à 1941.
Sanada fut un fervent partisan de la nomination de Hideki Tojo au poste de Premier ministre dans le gouvernement japonais. Il servit dans divers postes de direction au sein de l'état-major général de l'armée pendant la Seconde Guerre mondiale. Dans les derniers jours de la guerre, il fut nommé chef d'état-major de la deuxième armée générale.

### Ouvrages
- (en) Trevor N. Dupuy, The Harper Encyclopedia of Military Biography, New York, HarperCollins publishers, 1992, 834 p. (ISBN 0-7858-0437-4)
- (en) Richard Frank, Guadalcanal : The Definitive Account of the Landmark Battle, New York, Random House, 1990, 800 p. (ISBN 0-394-58875-4)
- (en) Richard Fuller, Shokan : Hirohito's Samurai, Londres, Arms and Armour Press, 1992, 319 p. (ISBN 1-85409-151-4)
- (en) Saburo Hayashi, Kogun : The Japanese Army in the Pacific War, Marine Corps Association, 1959